# Thelbridge
Thelbridge is een civil parish in het bestuurlijke gebied Mid Devon, in het Engelse graafschap Devon. In 2001 telde de civil parish 258 inwoners. Thelbridge komt in het Domesday Book (1086) voor als 'Talebrige' / 'Talebreia' / 'Talebrua'.